# Moskovskije kanikuly
Moskovskije kanikuly (russisk: Московские каникулы) er en russisk spillefilm fra 1995 af Alla Surikova.

## Medvirkende
- Irina Seleznjova som Luciana Farini
- Leonid Jarmolnik som Grisja
- Natalja Gundareva
- Oleg Tabakov som Maurizio
- Leonid Jakubovitj